# Rapid River
Rapid River (ラピッドリバー?, Rapiddo Ribā) è un videogioco di simulazione 3D per arcade di rafting in acqua bianca, edito dalla Namco nel 1997. Come con Final Furlong opera tramite Gorgon 22.5, la scheda madre allo stadio prematuro del System 23. Ideatore e game designer è Nobutaka Nakajima, che, concependolo, cercò di dimostrare di non voler essere soltanto un gioco ma piuttosto uno "strumento di comunicazione", tramite cui gli utenti di tutte le età possano divertirsi e goderne appieno dell'esperienza realistica.
Nel corso degli anni ebbe, solo ed esclusivamente in Giappone, sia un'unica conversione per telefono cellulare a opera di Namco Trading e parte del loro Namco Party, uscita nei primi anni 2000 come Rapid River: Monster Rafting (ラピッドリバー モンスターラフティング?, Rapiddo Ribā Monsutā Rafutingu), sia un remake in formato simulazione VR col nome di `Bōken Kawa-kudari VR Rapiddo Ribā (冒険川下りVR ラピッドリバー?), quest'ultimo reso disponibile nel 2018 da Bandai Namco Amusement all'interno dei loro centri VR ZONE Portal.

## Modalità di gioco
Il cabinato di Rapid River è unico nel suo genere, costituito da un sedile tipo gommone che può accomodare due persone. Questa particolare pedana monta su un sistema pneumatico che la fa sobbalzare, dando perciò la sensazione di schiantare sulle rocce o di fare salti nell'acqua. Impugnando e ruotando l'apposita pagaia (separata dal sedile medesimo), in partita vi si controlla una coppia virtuale di umani a bordo appunto di un gommone navigandoli lungo un torrente, disseminato di ostacoli naturali. Ci si può giocare da soli o a fianco di un amico, familiare, eccetera.
I giocatori, entro la fine del conto alla rovescia a propria disposizione, dopo avere fatto pratica nel primo livello cercano di affrontare i prossimi due non lineari, diramati da dei bivi in sei stage (due nel secondo e quattro nel terzo); imboccandone uno attraversando la sua galleria fa prorogare dei secondi sul timer. Le ambientazioni di ciascuno stage sono varie e a volte surreali. Il terzo livello termina sempre con un suo ostacolo ben più arduo (diverso a seconda dello stage dove cui è presente), e quindi devono mettercela tutta per riuscire a superarlo, altrimenti è game over. I giocatori una volta essere giunti al checkpoint, se in quel momento hanno registrato un tempo provvisorio sufficientemente buono possono accedere all'ultimo livello di tipo "bonus".
Infine, la partita si conclude quando anche tale livello viene battuto e ottenendo di conseguenza il voto di prestazione, però il tempo complessivo di gioco non è incluso su nessuna Top.

## Accoglienza
Sin dalla sua ufficiale presentazione alla 35ª edizione del Japan Amusement Expo di Tokyo, Rapid River suscitò grande interesse ed entusiasmo tra il pubblico, ma anche degli acclamati elogi da parte della stampa specializzata. Game Machine, nel loro numero del primo dell'anno 1998, riferì che in Giappone fu tra i titoli arcade più popolari nelle sale in cotale periodo.

## Eredità
Nel 2022 è uscito un sequel spirituale sempre per arcade dal titolo Crazy Rafting (疯狂漂流S, Fēngkuáng PiāoliúP), sviluppato dalla cinese Wahlap Tech e distribuito in tutto il mondo da SEGA Amusements.